# Ріонанса
Ріонанса (ісп. Rionansa) — муніципалітет в Іспанії, у складі автономної спільноти Кантабрія. Населення — 1131 осіб (2009).
Муніципалітет розташований на відстані близько 320 км на північ від Мадрида, 55 км на південний захід від Сантандера.
На території муніципалітету розташовані такі населені пункти: Аренас, Лас-Барсенас, Каброхо, Селіс, Селукос, Косіо, Ла-Котера, Ла-Еррерія, Обесо, Педрео, Лос-Пікайос, Пуентенанса (адміністративний центр), Ріклонес, Ріосеко, Росадіо, Сан-Себастьян-де-Гарабандаль.

## Демографія
Динаміка населення (INE ):

## Галерея зображень

Розташування муніципалітету